# Krzyżkowice
Krzyżkowice (česky Křížkovice, německy Kröschendorf) je ves v jižním Polsku, v Opolském vojvodství, v okrese Prudník, ve gmině Lubrza.

## Geografie
Ves leží v Opavské pahorkatině u úpatí Zlatohorské vrchoviny.

## Název
Do roku 1945 mělo město německý název Kröschendorf. 9. září 1947 dostalo město název Krzyżkowice.